# Bowers (Delaware)
Bowers – miasto w Stanach Zjednoczonych, w stanie Delaware, w hrabstwie Kent.